# ربيع

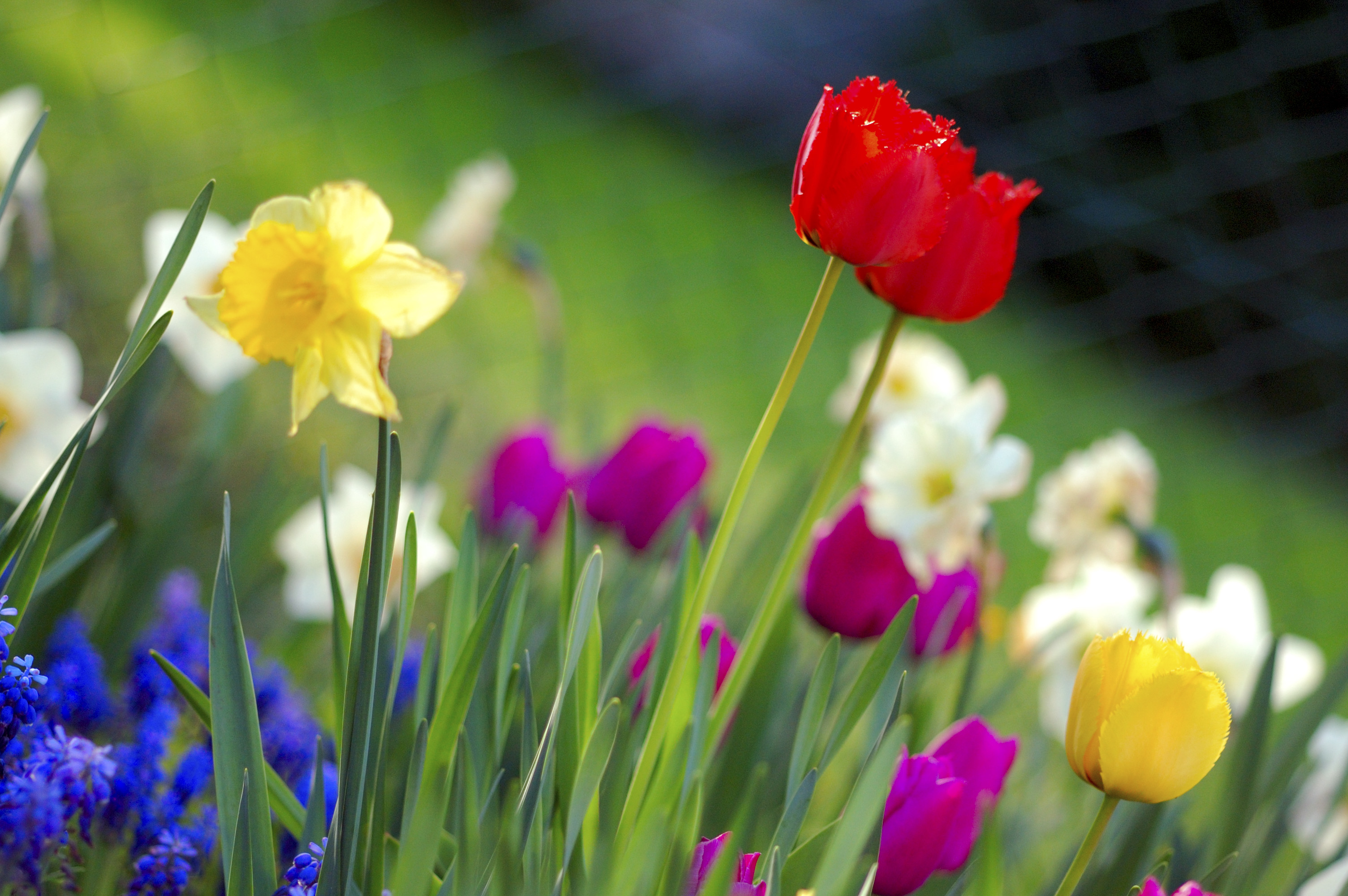
أزهار الحدائق الملونة في الربيع

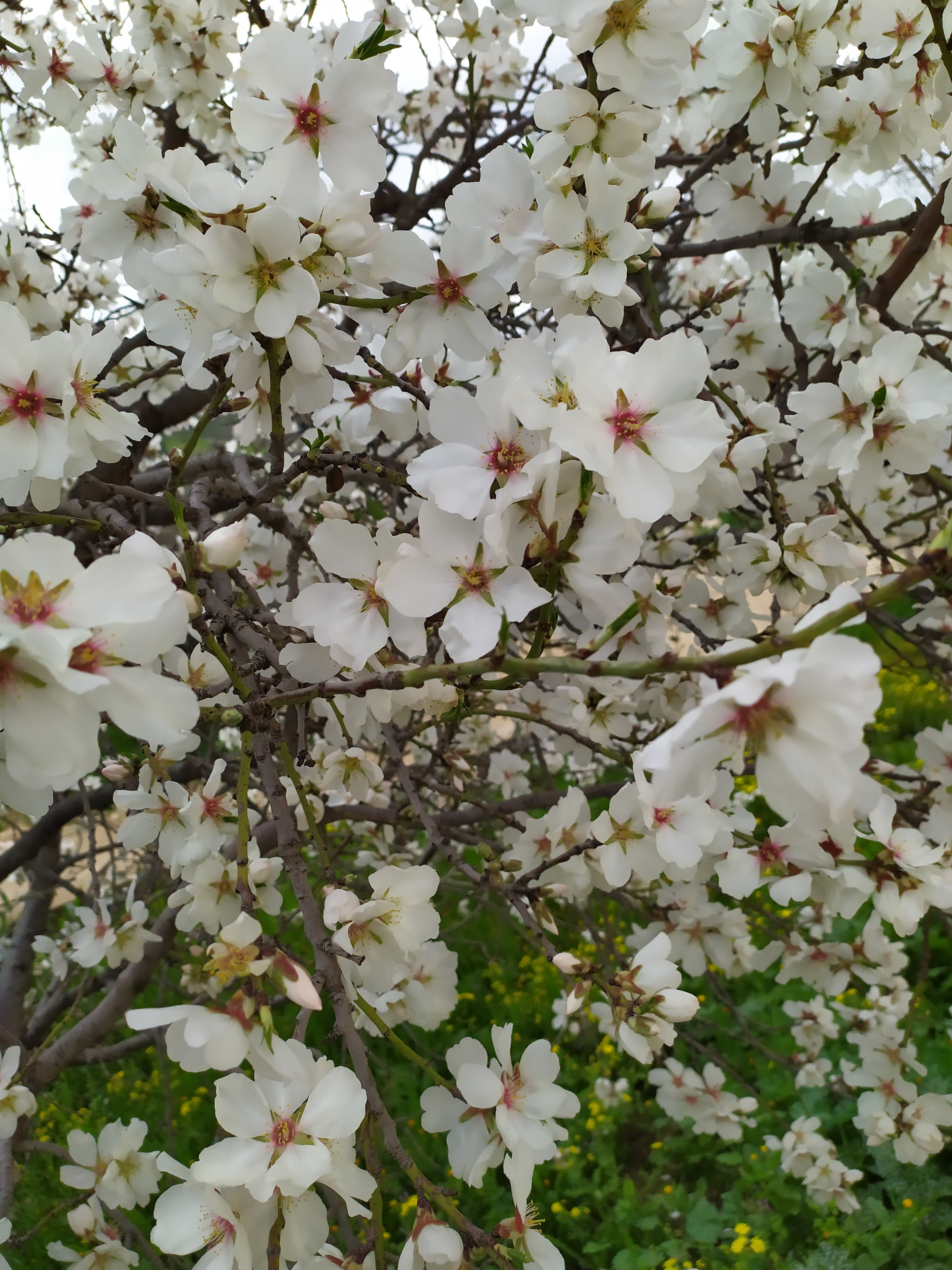
أزهار أشجار اللوز ، تزهر في فصل الربيع

الرَّبِيعُ (الجمع: أَرْبِعَةٌ أو أَرْبِعَاءُ أو رِبَاعٌ) فصل من فصول السنة الأربعة للمناطق المعتدلة يلي الشتاء ويسبق الصيف. هناك عدة تعاريف للربيع منها التعريف المناخي («نصف فصل» يقع بين الفصل البارد والفصل الحار) وتقويمي (يختلف باختلاف التقاويم والرزنامات)، لكن الاستعمال المحلي للفظ يعتمد على نوعية المناخ والثقافة في المنطقة، عندما يكون الربيع في نصف الأرض الشمالي يكون فصل الخريف في نصف الأرض الجنوبي، والعكس صحيح. وفي الاعتدال الربيعي يكون طول النهار تقريباً 12 ساعة وتزيد كلما تقدمت أيام الفصل.
تعني كلمة الربيع الفصل المناخي، وتلمح أيضاً إلى التجديد، الانبعاث، إعادة الولادة وإعادة النمو. وهو الوقت حيث تخضر الأرض بلون العشب، وتتفتح الأزهار، وتعتدل درجات حرارة الهواء، وتنشط الحيوانات بعد سباتها.

## التعريف

العلاقة المدارية بين الانقلابين والاعتدالين وحدوث الفصول

### فلكيا
يبدأ الربيع فلكياً يوم 7 فبراير في نصف الكرة الأرضية الشمالي، وفي 7 أغسطس في نصف الكرة الأرضية الجنوبي، وينتهي يوم 7 مايو في نصف الكرة الشمالي و7 نوفمبر في نصف الكرة الجنوبي، ويتوسط تاريخي البداية والنهاية الفلكية الاعتدال الربيعي يوم 20 مارس (النصف الشمالي للأرض) أو 22 سبتمبر (النصف الجنوبي للأرض).

### مناخيا
يعرّف فصل الربيع مناخيا على أنه «نصف فصل» يقع بين الفصل البارد والفصل الحار، ويتميز بتغير بين درجات الحرارة الشتوية الماضية ودرجات الحرارة الصيفية التالية. في نصف الأرض الشمالي، يتضمن هذا الفصل شهور مارس وأبريل ومايو كاملة من 1 مارس إلى 31 مايو. أما في نصف الكرة الجنوبي، يبدأ فصل الربيع من 1 سبتمبر إلى 30 نوفمبر.

### تقويميا

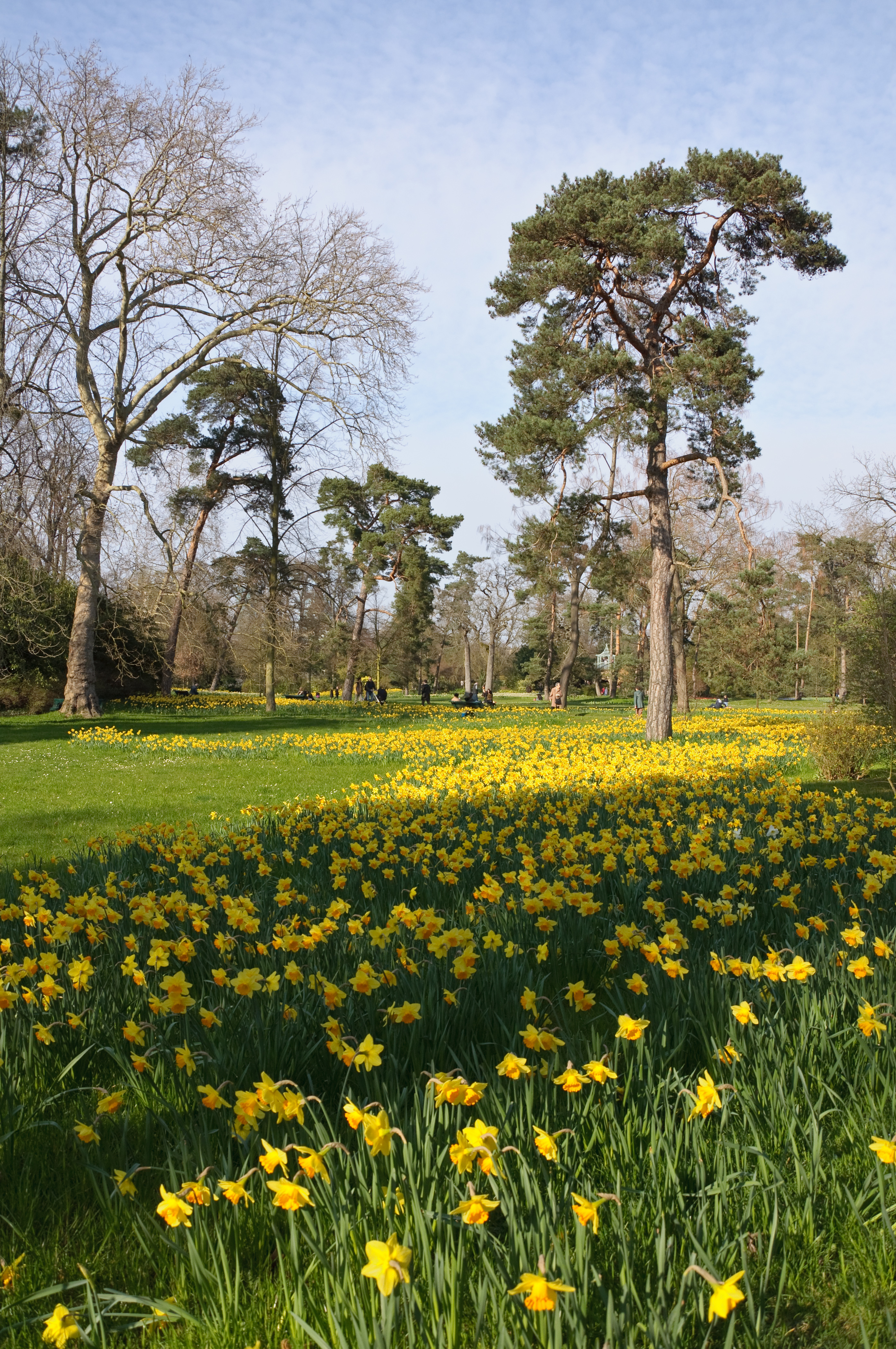
يوم الربيع في حديقة باغاتيل (20 مارس 2011)

تتوافق تواريخ البداية والنهاية «الفلكية» و«المناخية» وتواريخ الاعتدالان والانقلابان التي توجد منتصف الفصول الفلكية مع التواريخ التقويمية. وهو يختلف حسب البلدان، العادات والأزمنة. ففي التقويم الغريغوري يبدأ الربيع يوم الاعتدال الربيعي (الذي يصادف غالباً 20 مارس أو 21 مارس)، وينتهي يوم الانقلاب الصيفي (غالبا 21 يونيو). وفي التقويم الإيراني أول يوم من الربيع هو النوروز، يقابله اليوم الأول من السنة، ويحتفل به يوم 20 مارس من قبل بعض المجتمعات، ويوم الاعتدال الربيعي بحسب نصف الأرض الشمالي من طرف مجتمعات أخرى.
في روسيا يبدأ الربيع يوم 1 مارس، ما يناسب تاريخ بدايته مناخيا. في أستراليا ونيوزيلندا يبدأ هذا الفصل في فاتح سبتمبر مع بداية الربيع المناخي في نصف الأرض الجنوبي. وفي التقويم الصيني يبدأ الربيع في بداية فبراير وينتهي مع نهاية شهر أبريل. يوافق عيد الربيع تاريخ بداية الفصل فلكيا، وكذلك رأس السنة الصينية: إنه بداية الزرع وحفلة طويلة من أسبوعين. وفي التقويم الهجري يمثل شهري ربيع الأول وربيع الآخر فصل الربيع سواء أوافقهما أم لا.

## الظواهر الطبيعية الربيعية
لقد لوحظت في العقود الأخيرة ظاهرة الزحف الربيعي، التي تعني ظهور الكثير من المؤشرات المناخية المرتبطة بفصل الربيع في الكثير من المناطق بسابق يومين لكل عشرة سنوات.

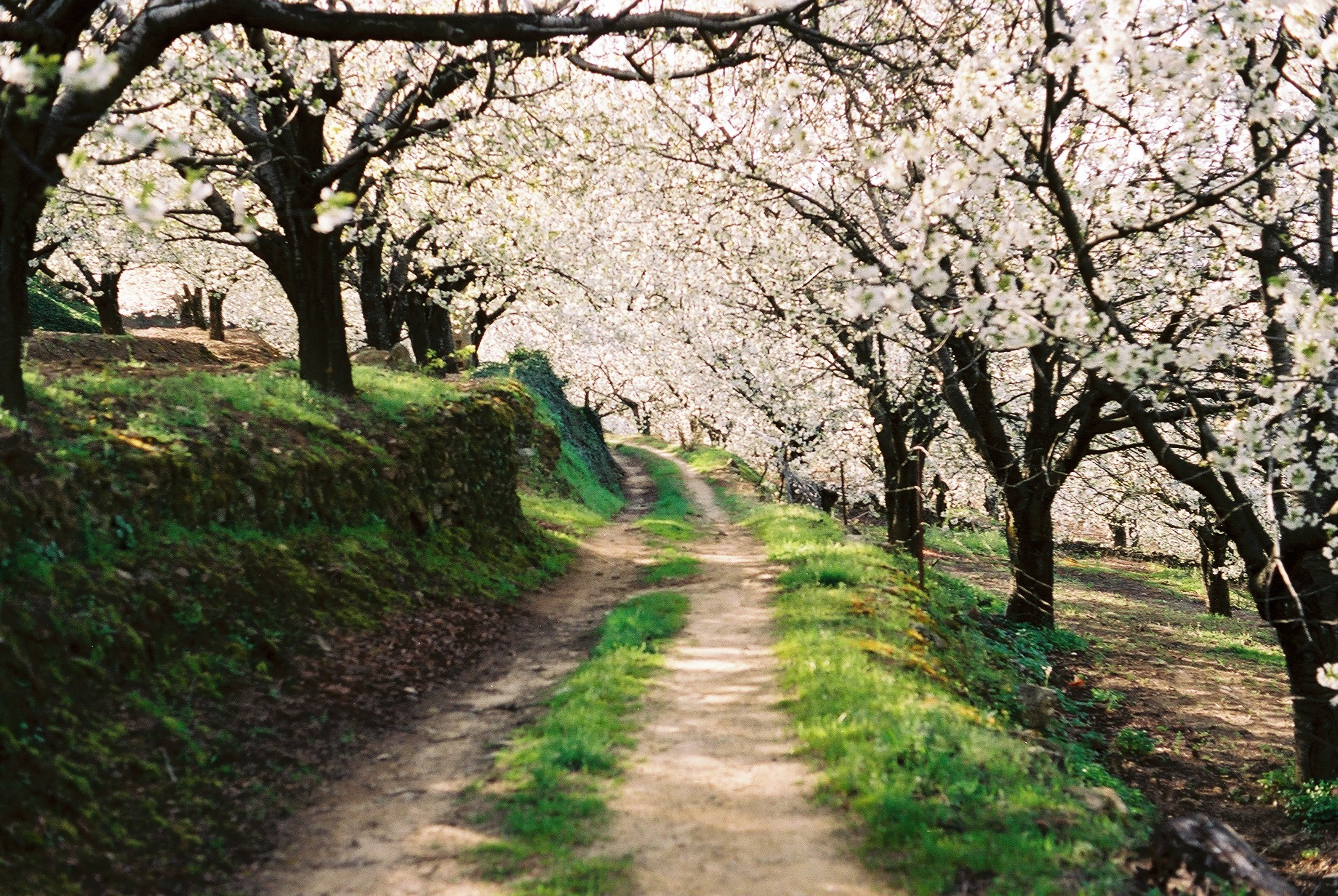
مئات من أزهار في إكستريمادورا، إسبانيا، خلال الربيع

في الربيع، يكون محور الأرض مائلاً نحو الشمس ويزداد طول فترة النهار بسرعة في نصف الأرض الذي يميل فيه محور الأرض نحو الشمس. وذلك حيث يميل هذا النصف من الكرة الأرضية نحو الدفء بشكل ملحوظ مما يؤدي إلى بدء نمو النباتات الجديدة، وهي العملية التي تميز فصل الربيع وتعلن عن قدومه. وفي المناطق التي تشهد سقوطًا للثلوج تبدأ هذه الأخيرة في الذوبان وتفيض الأنهار. وكذلك الحال في المناطق التي تشهد موجات صقيع في فصل الشتاء حيث تأخذ شدة هذه الموجات في الاعتدال. ومع ذلك، فالكثير من المناطق معتدلة المناخ لا تشهد ثلوجًا أو موجات صقيع، وإنما ترتفع فيها درجة حرارة الهواء والتربة. وتتفتح زهور العديد من النباتات المزهِرة في هذه الفترة من العام، ويحدث هذا على فترة طويلة تبدأ أحيانًا ولا يزال الثلج موجودًا على الأرض، وتستمر حتى أوائل فصل الصيف. وفي المناطق التي لا تشهد سقوط ثلوج بطبيعتها، قد يبدأ «الربيع» مبكرًا في شهر فبراير (في نصف الكرة الشمالي) حيث تبدأ نباتات المغنوليا والكرز والسفرجل في الظهور، أو قد يبدأ في شهر أغسطس في (نصف الكرة الجنوبي). تتسم المناطق الاستوائية والمناطق شبه الاستوائية بظروف مناخية يفضل وصفها بمصطلحات الفصول الأخرى، مثل جافة أو ممطرة أو موسمية أو إعصارية. في الثقافات المختلفة، غالبًا ما يتم إطلاق أسماء متعارف عليها محليا على الفصول، وهي أسماء تكافئ في معناها لحدٍ ما المصطلحات المستخدمة في أوروبا.

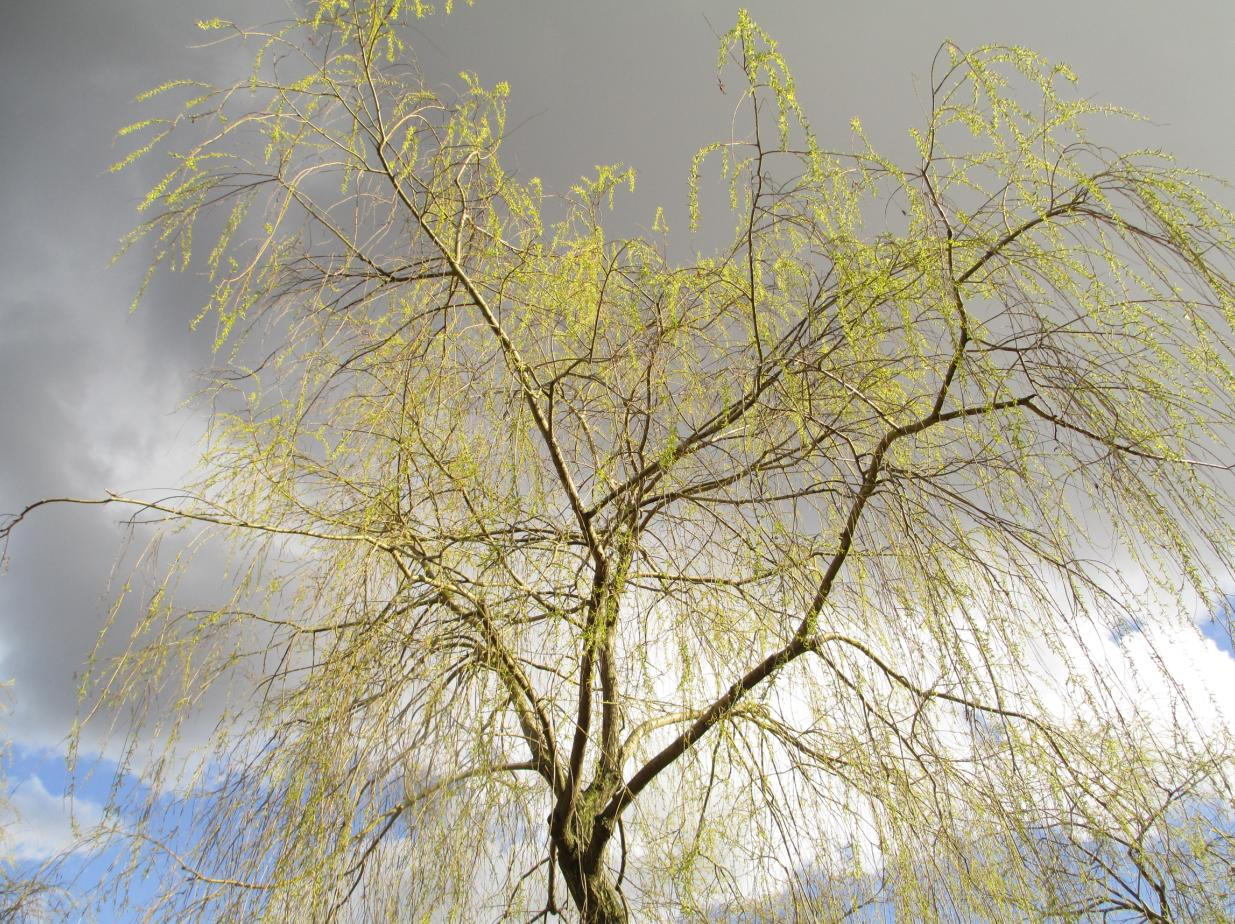
شجرة صفصاف في ستوكهولم، أبريل 2016

ويتميز الكثير من المناطق المعتدلة مناخيًا بربيع جاف وخريف ممطر، وهو الأمر الذي يفسر حدوث عملية الإزهار في هذا الفصل، الذي يتناسب بشكل أكبر مع حاجة النبات إلى الماء والدفء. وبالنسبة للمناطق الواقعة جنوب المنطقة القطبية الشمالية فقد لا تشهد «الربيع» على الإطلاق إلى حين بلوغ شهر مايو أو حتى يونيو، أو إلى حين بلوغ شهر ديسمبر في المناطق الواقعة خارج نطاق المنطقة القطبية الجنوبية. وفي الوقت الذي يبدأ فيه الربيع على الدفء الناتج عن ميل محور الأرض نحو الشمس، يتأثر الطقس في كثير من مناطق العالم بظواهر غير مستقرة تحدث من عام إلى عام. وهذا باستثناء سقوط الأمطار في فصل الربيع، أو في أي فصل آخر، حيث يرتبط ذلك بشكل أكبر بمجموعة من الاتجاهات المتعلقة بدورات وظواهر طويلة المدى تحدثها التيارات القادمة عبر المحيطات ودرجة حرارة المحيطات نفسها؛ وهي أمور تؤدي بدورها إلى تأثيراتٍ مختلفة ومعقدة. وخير مثال يمكن أن نسوقه في هذا الصدد هو ظاهرتي النينو والتذبذب الجنوبي اللتين تم إجراء العديد من الأبحاث بشأنهما.
في الغالب الأعم، قد تشوب الطقس خلال فصل الربيع حالة من عدم الاستقرار، وذلك عندما يبدأ الهواء الدافئ في الهبوب من وقت لآخر من المناطق القريبة من خط الاستواء، بينما لا يزال الهواء البارد يهب أيضاً من المنطقة القطبية. ويشيع كذلك حدوث الفيضانات في المناطق الجبلية وبالقرب منها في هذا الوقت من العام أكثر من غيره. ويحدث ذلك بفعل ماء الثلج الذائب، الذي يزداد مراتٍ عديدة بفعل الأمطار الدافئة.في الولايات المتحدة، وتحديداً في المنطقة التي يطلق عليها زقاق الأعاصير (بالإنجليزية: Tornado Alley) تكون الأعاصير القُمعية أكثر نشاطًا في هذا الوقت من العام. وذلك لأن جبال روكي تمنع الكتل الهوائية المتدفقة سواء أكانت باردة أو ساخنة من الانتشار شرقًا حيث تدفعها بدلاً من ذلك إلى التصادم المباشر مع بعضها البعض. وبالإضافة إلى الأعاصير القُمعية، تهب العواصف الرعدية العملاقة التي يمكن أن تتسبب في تكون كميات هائلة من البرد وفي هبوب رياح عاتية للغاية. ويستتبع هذا الأمر عادةً إصدار تحذير من هبوب عاصفة رعدية شديدة أو تحذير من هبوب إعصار لتنبيه السكان واتخاذ الاحتياطات اللازمة. أما في نصف الكرة الشمالي، فيقوم التيار النفاث بدور بارز في سوء الأحوال الجوية وعدم استقرارها في فصل الربيع عنه في فصل الشتاء.

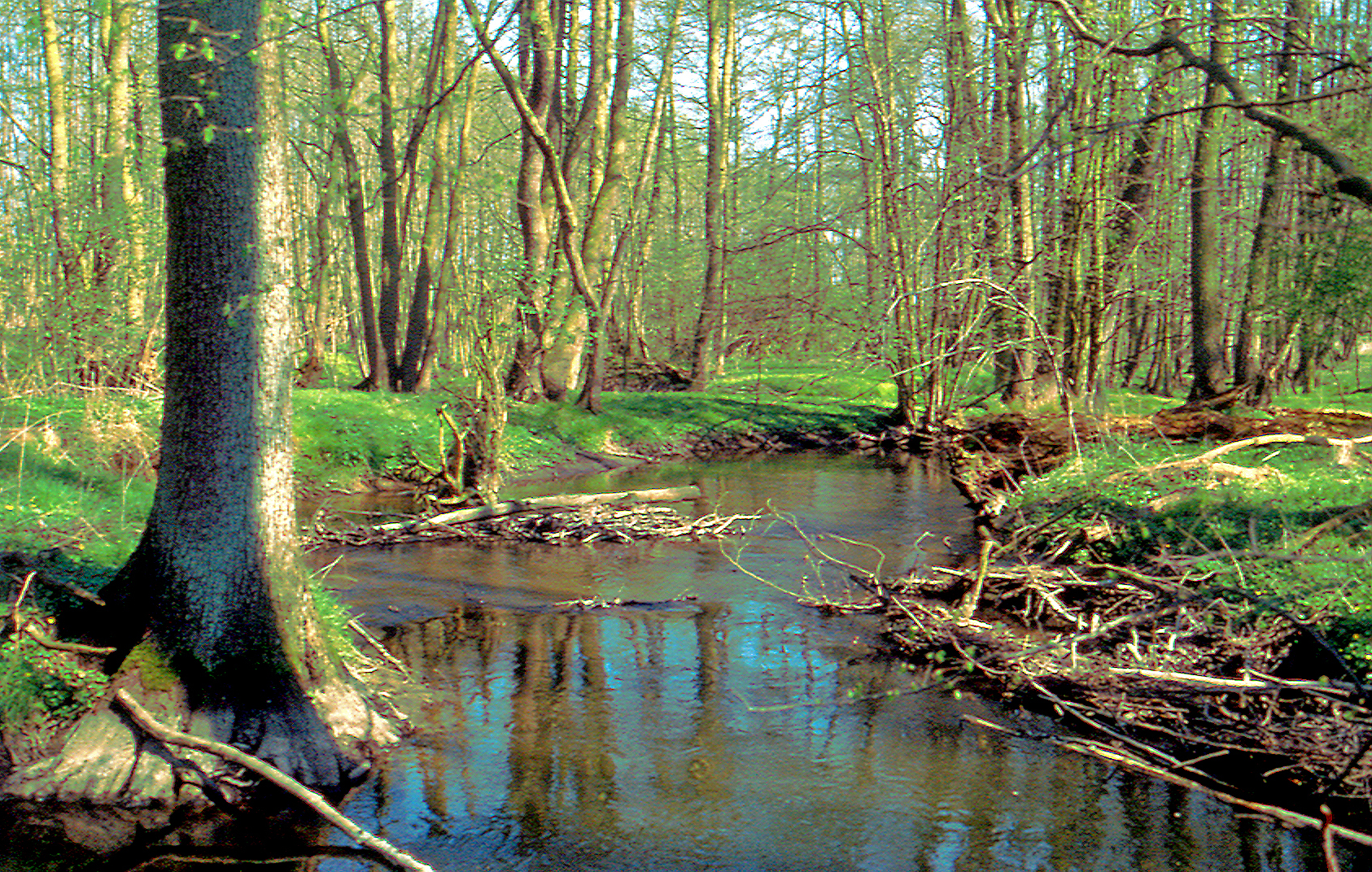
المستنقعات الربيعية

كما سبق وذكرنا، فإن الربيع كلمةٌ تُطلَق على الأحوال المناخية المعتدلة. ومع ذلك، فقد نسمع من مصادر رسمية عن بدء موسم الأعاصير المدارية في نصف الكرة الشمالي، وموسم الأعاصير الحلزونية في نصف الكرة الجنوبي في أواخر فصل الربيع، وذلك وفقًا للنشرات الإخبارية التي تذاع في العديد من الدول وتغطي أجزاءً شاسعة من القارات. وفي الواقع، فإن الأمر لا يرتبط كثيرًا بوجود علاقة بين الربيع والأعاصير المدارية/الحلزونية، بل يرتبط أكثر بمساحة المناطق التي تغطيها النشرات الإخبارية وكذلك بالمصطلحات الموسمية المستخدمة في جزءٍ ما من القارة لوصف ما يحدث في المناطق الأخرى الأقل اعتدالاً مناخيًّا.وبناءً على ذلك، فإنه يجب عند الحديث عن موسم الرياح الموسمية أن نستخدم هذا الاسم وحده دون التطرق إلى تعريفه كإحدى الظواهر المرتبطة بالربيع أو الصيف، وذلك باستثناء مَنْ لا يستطيعون التعرف على ملامح هذا الموسم إلا من خلال بيان صفاته المناخية المرتبطة بالاعتدال المناخي.
وفضلاً عما سبق، فإنه يُنْظر إلى الربيع على أنه وقت النمو والتجديد، وأنه الوقت الذي يشهد ميلاد حياة جديدة (لكل من النبات والحيوان). هذا، كما يستخدَم لفظ «الربيع» بشكل عام كتعبير مجازي عن بداية فترات أفضل حالاً كالتي أعقبت أحداث ربيع براغ، أو فترات يُأمٙلُ فيها حال أفضل كالربيع العربي
يمثل الربيع نهاية فصل الشتاء وبداية الفترة التي تشهد ازديادًا في عدد ساعات النهار. وفيما يتعلق بموسم أعياد الميلاد والتجديد المسيحية، فإنه يحين في هذا الوقت من العام موعد عيد الفصح (بالإنجليزية: Easter).
يختلف الربيع في نصف الكرة الأرضية الجنوبي عنه في نصف الكرة الأرضية الشمالي في العديد من الجوانب المهمة، وذلك بسبب:
1. عدم وجود جسر بري يربط بين الدول الواقعة في نصف الكرة الأرضية الجنوبي ومنطقة القطب الجنوبي ويمكنه جلب الهواء البارد كما هو دون المرور بالعوامل التي تقلل من درجة حرارته والمتمثلة في المسطحات المائية الشاسعة
2. كمية مياه المحيطات في نصف الكرة الأرضية الجنوبي أكبر بكثير في جميع المناطق الأخرى
3. في هذه الفترة، وتبعًا للتاريخ الجيولوجي للأرض، تتخذ الأرض مداراً تكون فيه أكثر ميلاً نحو النصف الجنوبي من العالم حيث تبدأ مواسم الأرض الأكثر دفئاً
4. وجود تدفق هوائي حول القطبين لا يمكن صده لعدم وجود كتل أرضية صخمة (وذلك فيما يعرف باسم الأربعينيات المزمجرة؛ وهي المنطقة الواقعة بين دائرتي 40° و50° جنوباً والمعرضة دائما لهبوب رياح غربية عنيفة)
5. عدم وجود تيارات متدفقة مماثلة
6. الظروف المضطربة غير المستقرة للتيارات المحيطية العكسية في المحيط الهادي

## أعياد الربيع

### بلاد ما بين النهرين
أكيتو هو الاسم الذي أُطلق على عيد الربيع في بلاد ما بين النهرين (بلاد الرافدين) قديمًا (تعني الكلمة في اللغة السومرية Akiti-šekinku أي «حصاد الشعير»، وAkiti-šununum أي «بذر الشعير»، كما تعني في اللغة اللغة الأكدية) rêš-šattim أي «رأس السنة».
وهكذا، فإن اسم هذا العيد مشتقٌ من اللفظ المكافئ لكلمة «الشعير» في اللغة السومرية، حيث كان يشار به في الأصل إلى عيدين يتم الاحتفال بهما في بداية كل نصف عام في التقويم السومري؛ والذين يمثلان موسميّ بذر الشعير في الخريف وحصاد الشعير في الربيع. أما في الميثولوجيا البابلية، فقد اتخذ هذا اليوم عيدًا للاحتفال بالنصر الذي حققه الإله مردوخ على الإله تيامات.

### بلاد فارس
يعتبر أول يوم في فصل الربيع بمثابة بداية العام الجديد، النوروز، كما يُطلق عليه في التقويم الإيراني. يمثل عيد النوروز (المعروف أيضًا باسم النيروز أو النڤروژ والعديد من المسميات الأخرى) أحد أهم الأعياد التقليدية التي يُحتفل بها في إيران وفي العديد من البلدان الأخرى التي تعيش فيها جاليات إيرانية مثل أذربيجان وأفغانستان وطاجيكستان. كما تحتفل به أيضًا الشعوب الكردية في تركيا والعراق وسوريا وغيرها بقاع أخرى. وكذلك، تحتفل العديد من الشعوب التركية بعيد النيروز.

### عيد مايو
يوافق في الأول من مايو تاريخ الاحتفال بالعديد من الأعياد الرسمية. ففي العديد من الدول، يتخذ عيد مايو كمرادف لـ عيد العمال الدولي أو عيد العمال، الذي يُحتفل فيه بإنجازات الحركة العمالية على الصعيدين الاجتماعي والاقتصادي. وفي الواقع، فإنَّ لهذا العيد جذورًا عميقة، كما يمكن ربطه بالعديد من العادات القديمة التي ظلت خالدة حتى العصور الحديثة. ويرجع السبب في العديد من هذه العادات إلى حقيقة يوم الأول من مايو الذي يعد بمثابة يوم انتقالي بين فصول السنة الأربعة؛ ويعني ذلك أنه في نصف الكرة الأرضية الشمالي حيث يتم الاحتفال به بصورة شبه حصرية تقريبًا)، يقع هذا اليوم في موضع وسط تقريبًا بين الاعتدال الربيعي والانقلاب الصيفي.

### شم النسيم
شَمُّ النِّسِيْمِ (من القبطية:Ϭⲱⲙ‘ⲛⲛⲓⲥⲓⲙ شُوْمْ إنِّسِم) هو مناسبة يتم الاحتفال بها في مصر في فصل الربيع وهو عطلة رسمية في مصر، وهو يأتي في اليوم التالي لرأس السنة القبطية وعيد القيامة المجيد والذي يتم تحديده بحسب حساب الأبقطي، ويوافق شهر برمودة في التقويم القبطي والذي يوافق عادة 14 - 21 أبريل، ينسجم هذا الاحتفال مع موروث ثقافي أقدم حيث كان من أعياد قدماء المصريين في عهود الفراعنة.

### عيد الفَصْح
يعتبر عيد الفَصْح أهم الأعياد الدينية في السنة الطقسية المسيحية.
يعتقد المسيحيون أن السيد المسيح قام من بين الموتى بعد ثلاثة أيام من صلبه. ولذلك، فإنهم يحتفلون بقيامة السيد المسيح في يوم عيد الفصح، وذلك بعد يومين من جمعة الآلام.

### السنة الصينية الجديدة
يعتبر عيد الربيع الصيني أهم الأعياد الصينية التقليدية. وغالبًا ما يطلق عليه عيد رأس السنة القمرية الجديدة، لا سيما من قِبل سكان المدن الرئيسية في الصين وتايوان وسنغافورة وماليزيا. يبدأ الاحتفال بهذا العيد عادةً في أول يوم من الشهر الأول في التقويم الصيني وينتهي في اليوم الخامس عشر من هذا الشهر؛ ويطلق على هذا اليوم مهرجان الفوانيس. هذا وتسمى عشية رأس السنة الصينية الجديدة «تشوشي» وتعني حرفيًا «عشية الانتقال للسنة الجديدة».

### الهند
يعد مهرجان الألوان الذي يحتفل به الهندوس في الهند أكثر مهرجانات الألوان بهجة وحيوية. وفيه يتبادل الناس رش المياه والمساحيق الملونة على بعضهم البعض.
كما يتم الاحتفال بعيد فاسانت بانشامي (بالإنجليزية: Vasant Panchami) في شمال الهند.

## معرض الصور

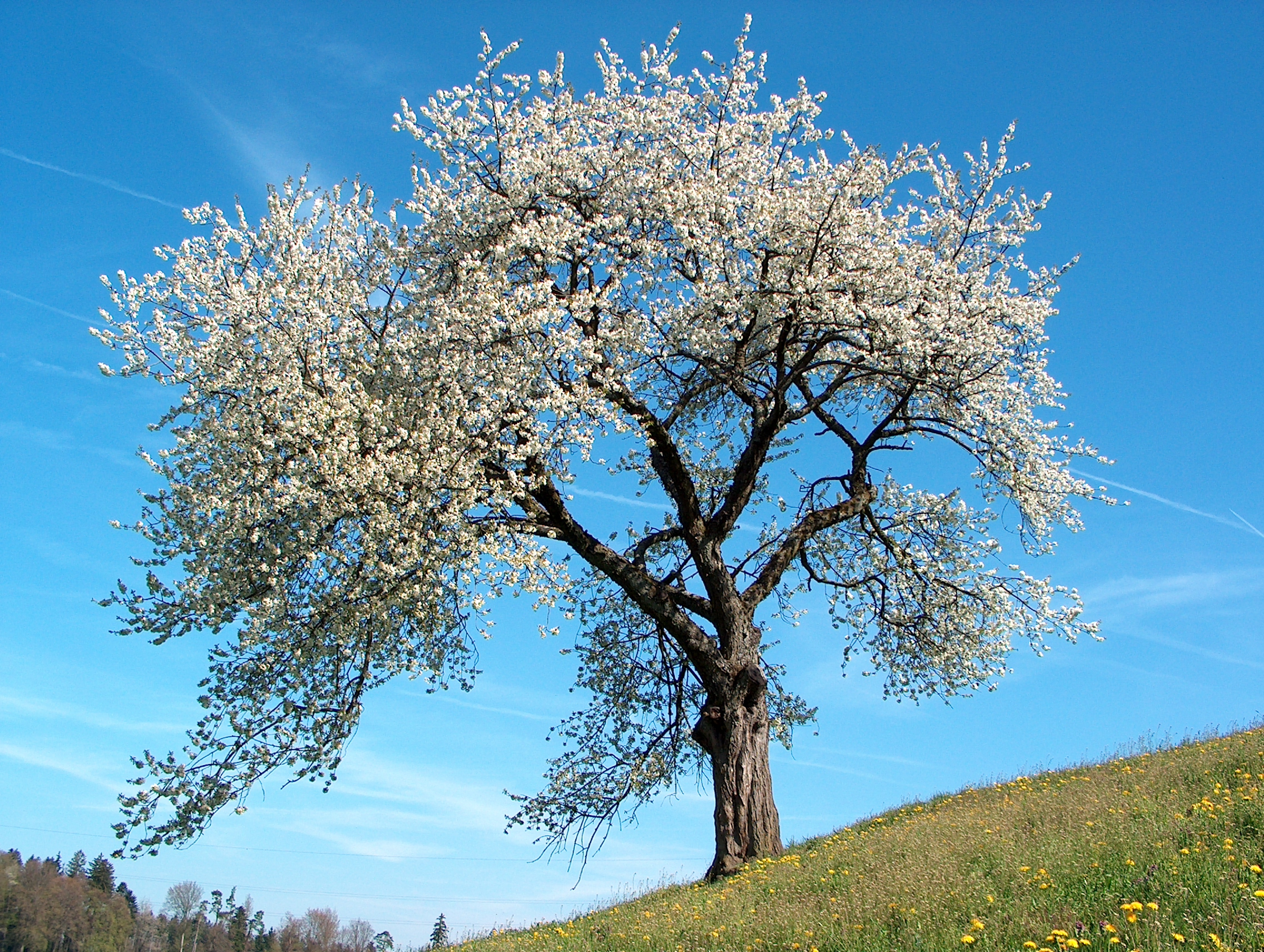
شجرة الكرز الحامض المزهِرة في الربيع
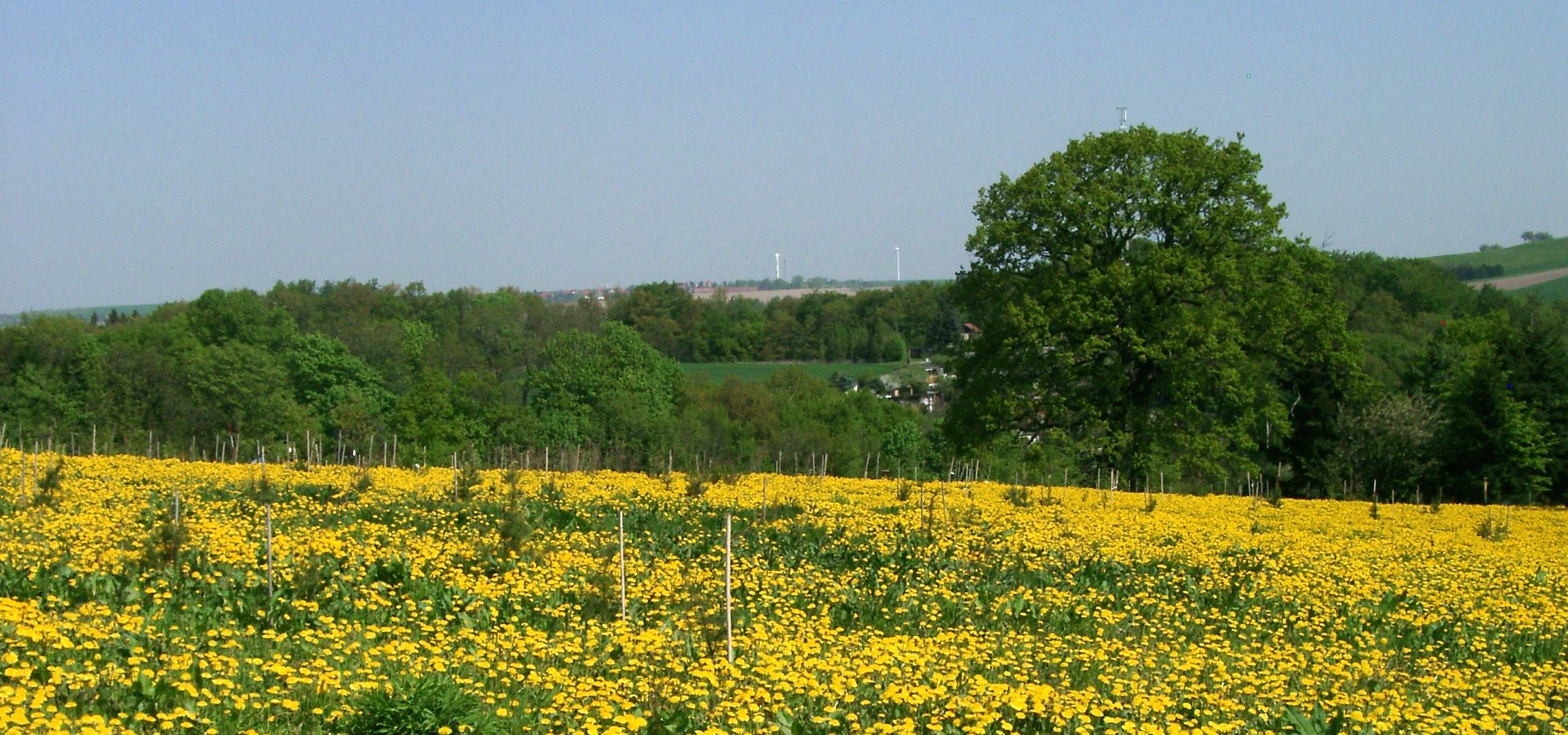
نباتات الهندباء البرية (طرخشقون) في الربيع